# Kylie Palmer
Kylie Jayne Palmer (Brisbane, 25 de febrero de 1990) es una nadadora de distancia estilo libre de Australia.
Ella atendió en la Grace Lutheran College, Rothwell. Fue capitana de Deportes para su casa, Pegasus y representó a la escuela en muchos eventos acuáticos.
En los Campeonatos de Curso Corto de Australia de 2007 estableció un récord de la Mancomunidad de Australia y en estilo libre de 800 metros con un tiempo de 8:14.11.
Ella representó a Australia en los Juegos de la Mancomunidad de 2006, donde terminó quinta en el estilo libre de 400 metros. En el Campeonato Mundial de Melbourne de 2007 llegó octava en el estilo libre de 800 metros.
En el Campeonato del Mundo de curso corto de 2008 en Mánchester ganó 4 medallas. Dos títulos más de 200 y 400 metros estilo libre, una medalla de plata en 800 metros estilo libre y una medalla de bronce con el 4 × 200 metros de relevo estilo libre.
En el campeonato de natación de Australia de 2008 ganó los 800 metros estilo libre en un tiempo de mejor marca personal con 8:24.30, por lo tanto clasificó para los Juegos Olímpicos de Verano de 2008. Además, al terminar cuarta en el estilo libre de 200 metros, clasificó para nadar en relevo en los juegos.
En los Juegos Olímpicos de Pekín, el 14 de agosto de 2008, ganó el oro para el equipo femenino de relevos 4 × 200, con otros miembros como Stephanie Rice, Bronte Barratt y Linda MacKenzie. El equipo australiano venció a las superpotencias del mundo, EE. UU. y China, para batir el récord mundial de 7:44:31 por 5.78 segundos. Palmer fue la nadadora más rápida de su equipo, dando a Australia una ventaja de 3,14 segundos.
En los Juegos de la Mancomunidad de 2010, Palmer ganó la medalla de oro en el estilo libre de 200 metros con un tiempo de 1:57:50.